# Geophilus orientalis
Geophilus orientalis är en mångfotingart som beskrevs av Sseliwanoff 1881. Geophilus orientalis ingår i släktet Geophilus och familjen storjordkrypare. Inga underarter finns listade i Catalogue of Life.